# Àreu
|  | No s'ha de confondre amb Areu. |

Àreu és un poble del terme municipal d'Alins, a la comarca del Pallars Sobirà.
Forma una entitat municipal descentralitzada que reprodueix l'antic municipi d'Àreu, agregat a Alins el 1927.
Està situat a 1.220 metres d'altitud, en el marge dret de la Noguera de Vallferrera, al peu del Monteixo (també anomenat Puig d'Àreu, de 2.905 msnm), i a l'inici de la carretera local que baixa cap a Alins.
Pel seu terme passa l'antic camí que comunicava el Pallars amb el País de Foix a través del Port de Boet, o Port d'Àreu, a la part nord-oriental del terme. Més amunt, al límit amb Occitània, s'aixeca la Pica d'Estats, que amb els seus 3.143 metres és la muntanya més alta de Catalunya, així com el Pic de Sotllo (3.084 m).
Pertany a Àreu el veïnat de la Força d'Àreu. En el Pla de la Farga es troba la presa de Vallferrera, la qual deriva aigua del riu Noguera de Vallferrera cap a la presa de Montalto.
El poble té l'església parroquial de Sant Climent, les restes de la capella romànica de Sant Joan, la capella de la Immaculada de Casa Cerdà, així com la capella del cementiri, dedicada al Sant Crist. Prop de la població, a migdia, hi ha les restes de l'església romànica de Santa Maria de la Torre.

## Etimologia
Explica Joan Coromines que el d'Àreu, directament emparentat amb Araós, és dels topònims més controvertits dels Pallars. Coromines es decanta per un possible híbric cèltic i basc: ara (conreu o camp conreat) i otz (fred): camps freds, segons una moderna interpretació del topònim.

## Geografia

### El poble d'Àreu
Àreu es divideix en dos nuclis prou diferenciats, tant pel que fa a la seva estructura, com per la distància que els separa. A migdia, al mig d'un pla, hi ha el poble pròpiament dit, amb una planta rectangular allargassada de nord a sud, però sense un urbanisme definit. Més al nord, una mica cap al nord-est, hi ha la Força d'Àreu, antiga vila closa, en forma de castell, que és el que dona nom a aquest nucli. Tanmateix, de la Força antiga a penes en queda res més que l'església de Sant Feliu i les restes del portal que hi ha unides al temple.

#### Les cases del poble[5]
| - Casa Ampla - Casa Andreu - Casa Angelina - Casa Angol - Casa Auliva - Casa Baionet - Casa Baró - Casa Barres - Casa Beneta - Casa Bernat - Casa Besan - Casa Besolí - Casa Betriu - Casa Bringuer - Casa Bueno - Casa Capità - Casa Carme | - Casa Carretana - Casa Caseta - Casa Celió - Casa Cerdà - Casa Cisca - Casa Clemenç - Casa Currona - Casa Currona Vella - Casa Armingol - Casa Escolà - Casa Escolier - Casa Espanyolet - Casa Esquerrer - Casa Esquerreret - Casa Ferrer - Casa Força - Casa Gallardo - Casa Gavatxo | - Casa Gener - Casa Genina - Casa Gràcia - Casa Guit - L'Hostal Vallferrera - Casa Isidret - Casa Jausàs - Casa Josep d'Esquerrer - Casa Julià - Casa Lassalter - Casa Llop - Casa Llorenç de Cerdà - Casa Manuela - Casa Mariona - Casa Martí - Casa Mateuet - Casa Meranges | - Casa Mercanal - Casa la Mercè - Casa Miquela - Casa Miqueló - Casa Moliner - Casa Nasi - Casa Nasi de Cerdà - Casa Nasi Jove - Casa Oliva - Casa Peirot - Casa Pere Joanet - Casa Peri - Casa Perratxí - Casa Perrillo - Casa Pica d'Estats - Casa Porron - Casa Portelló | - Casa Pujades (I) - Casa Pujades (II) - Casa Quelo - La Rectoria - Casa Riu - Casa Sabater - Casa Sabater de la Força - Casa Sabater de Vives - Casa Sala - Casa Savoia - Casa Tomàs - Casa Ton de Rosa - Casa Tonitó - Casa Ventura - Casa Virós |

## Història

### Edat mitjana
Va pertànyer al vescomtat de Castellbò i va tenir ajuntament propi fins al 1927. El terme de l'EMD es correspon amb el de l'antic municipi d'Àreu, que amb 73,4 km² ocupa la meitat nord del municipi actual d'Alins. L'entitat municipal descentralitzada es va crear durant la dècada del 1950.

### Edat moderna
En el fogatge del 1553, Areu declara 2 focs eclesiàstics i 13 de laics, uns 75 habitants.

### Edat contemporània
Àreu té un article al Diccionario geográfico de Pascual Madoz. Hi diu que és una localitat amb ajuntament situada al peu del port del seu nom, a l'extrem d'una vall envoltada pels Pirineus, on les muntanyes estan cobertes d'arbusts, herba, avets i altres arbres que li confereixen un aspecte alegre i pintoresc. La combaten principalment els vents del nord i de l'oest. El clima, molt fred, és bastant sa, i s'hi pateixen alguns refredats i pulmonies. En aquell moment la vila tenia 31 cases de construcció mitjana, Casa de la Vila, presó i l'església parroquial de Sant Fèlix, servida pel rector i 3 beneficiats amb títols de família o de sang; el rector és de provisió pel rei o pel bisbe, segons el mes de l'any en què queda vacant. Hi ha en el terme diverses fonts, fortes i ferruginoses; l'aigua del riu serveix per a abeurar el bestiar. Al nord i al sud hi ha muntanyes altes, amb pastures i boscos que subministren llenya als habitants d'Ainet de Besan, o de Vallferrera. Hi passa el camí ral, en mal estat a partir d'Àreu, que va a França pel port d'Àreu. Descriu el terme com a muntanyós i amb terres de qualitat mitjana, comprèn uns 100 jornals de conreu i alguns prats. S'hi produïa sègol, patates, llegums, fenc, una mica d'hortalisses i llenya. Hi ha bones pastures per a la cria de vaques, ovelles, mules, cavalls, cabres i porcs. La cacera era de perdius, llebres i isards, i hi havia bastants animals nocius. Formaven la població 26 veïns (caps de casa) i 186 ànimes (habitants).
En el cens del 1857 Aréo ó Arréu apareix amb 380 habitants i 74 cèdules personals inscrites.

#### L'Ajuntament d'Àreu
L'ajuntament d'Àreu fou creat el 1812, arran de les lleis promulgades a partir de la Constitució de Cadis i la reforma de tot l'estat que s'emprengué, i fou suprimit el 1927, amb la seva incorporació al municipi d'Alins.
Alcaldes:
- Francesc Maranges (1898 - 1900)

#### L'Entitat Municipal Descentralitzada
L'Entitat Municipal Descentralitzada (EMD) d'Àreu va ser creada en una data indeterminada temps enrere. Durant la dictadura del General Franco i els anys immediatament posteriors, fou una entidad local menor o pedania, regida per un alcalde pedani.
Com està previst en la legislació municipal vigent en l'actualitat, els pobles constituïts en Entitat Municipal Descentralitzada (EMD) elegeixen, alhora que l'alcalde i regidors del seu municipi, un president d'EMD. En el cas d'Àreu, aquesta figura ha estat coberta fins ara per:
- Joan Marco i Vidal (1979 - 1987)
- Ignasi Sebastià de Castellarnau i Garcés (1987 - 1991)
- Sebastià Feliu i Gabarra (1991 - 2007)
- Joan Marco i Vidal (2007 - 2011)
- Mercè Adrian i Enrich (2011 - 2015)
- Jordi Escolà i Colomé (2015- 2018)
- Iu Escolà i Viladrich (2019 - actualitat)

## Demografia
És el nucli de població més habitat del municipi.
| 1970 | 1981 | 1990 | 1991 | 1994 | 1995 | 1996 | 2001 | 2003 | 2005 | 2006 | 2007 | 2008 | 2009 | 2010 |
| ---- | ---- | ---- | ---- | ---- | ---- | ---- | ---- | ---- | ---- | ---- | ---- | ---- | ---- | ---- |
| 127  | 110  | 125  | 99   | 99   | 108  | 102  | 94   | 92   | 84   | 85   | 87   | 91   | 99   | 101  |

## Llocs d'interès
- L'església, romànica, està dedicada a Sant Feliu. Altres edificacions destacades són, cap al sud, l'altra església romànica de Santa Maria de la Torre i les restes del castell d'Àreu, al nord del poble, vora el nucli de la Força d'Àreu.

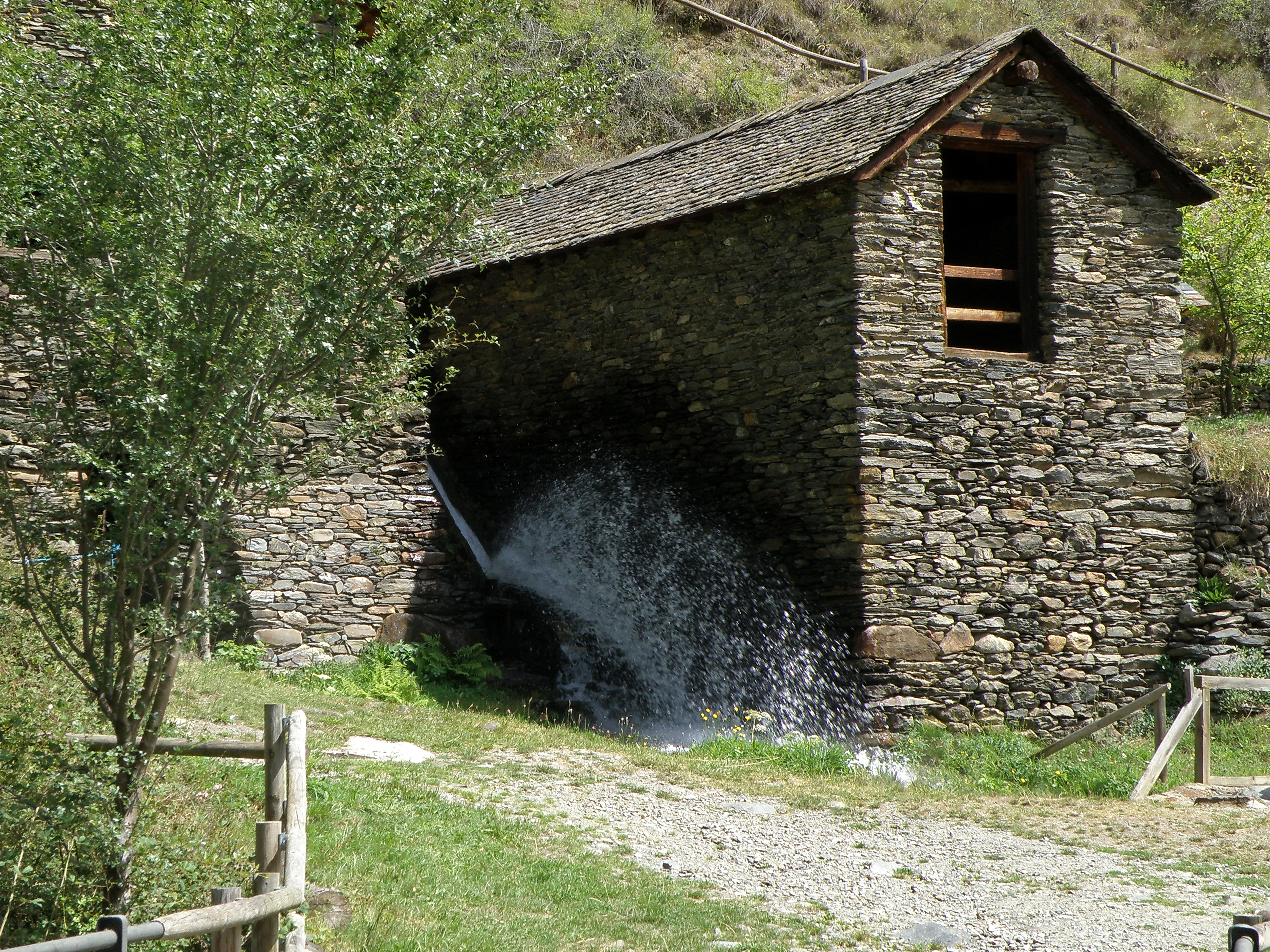
Museu de la Fusta

- Museu de la Fusta.[9]

## Festivitats
- 1 d'agost- Festa Major

## Fills i filles il·lustres
- Ignasi de Castellarnau i Casimiro (1842-1906): delegat a l'Assemblea de Manresa (1892).